# Brandweiher (Weiden in der Oberpfalz)
Brandweiher ist eine Siedlung und Ortsteil der kreisfreien Stadt Weiden in der Oberpfalz.

## Geografie
Die kleine Siedlung Brandweiher liegt heute im Gewerbegebiet West von Weiden und nördlich führt direkt die Bundesstraße 470 am Ort vorbei. Etwa 2 Kilometer südlich liegt Neunkirchen (Weiden). Der Standortübungsplatz 2 Weiden, der ehemals von den Weidener-Panzertruppen der Bundeswehr genutzt wurde, schließt sich direkt westlich an.

## Geschichte
Durch das Gemeindeedikt im Jahre 1818 in Bayern bildeten Brandweiher, Wiesendorf und Dorf Neunkirchen die Landgemeinde Neunkirchen.
Am 1. Juli 1972 wurde Neunkirchen mit seinen Ortsteilen nach Weiden eingemeindet.

### Einwohnerentwicklung
| Jahr | Einwohner | Gebäude |
| ---- | --------- | ------- |
| 1950 | 19        |         |
| 1961 | 69        | 14      |
| 1970 | 97        |         |
| 1987 | 55        |         |

- Quellen[3][4]